# Großer Preis von Saudi-Arabien 2022
Der Große Preis von Saudi-Arabien 2022 (offiziell Formula 1 STC Saudi Arabian Grand Prix 2022) fand am 27. März auf dem Jeddah Corniche Circuit in Dschidda statt und war das zweite Rennen der Formel-1-Weltmeisterschaft 2022.

## Bericht

### Hintergründe
Nach dem Großen Preis von Bahrain führte Charles Leclerc in der Fahrerwertung mit acht Punkten vor Carlos Sainz jr. und mit elf Punkten vor Lewis Hamilton. In der Konstrukteurswertung führte Ferrari mit 17 Punkten vor Mercedes und mit 34 Punkten vor Haas.
Beim Großen Preis von Saudi-Arabien stellte Pirelli den Fahrern die Reifenmischungen P Zero Hard (weiß, Mischung C2), P Zero Medium (gelb, C3) und P Zero Soft (rot, C4) sowie für Nässe Cinturato Intermediates (grün) und Cinturato Full-Wets (blau) zur Verfügung.
Yuki Tsunoda (acht), Sergio Pérez, Max Verstappen (jeweils sieben), Nicholas Latifi (sechs), Lando Norris, Lance Stroll, Valtteri Bottas (jeweils fünf), Pierre Gasly, Esteban Ocon (jeweils drei), Hamilton, Fernando Alonso (jeweils zwei) und George Russell (einer) gingen mit Strafpunkten ins Wochenende.
Aufgrund einer anhaltenden COVID-19-Infektion nahm Sebastian Vettel auch an diesem Rennwochenende nicht teil, Aston Martin trat wie in as-Sachir mit Nico Hülkenberg und Stroll an.
Mit Hamilton trat der einzige ehemalige Sieger zu diesem Grand Prix an.
Als Rennkommissare für dieses Rennwochenende fungierten Nish Shetty (SGP), Matteo Perini (ITA), Enrique Bernoldi (BRA) und Hassan Al Abdali (SAU).

### Training
Leclerc fuhr im ersten freien Training in 1:30,772 Minuten die Bestzeit vor Verstappen und Bottas.
In 1:30,074 Minuten erzielte Leclerc im zweiten freien Training erneut die Bestzeit vor Verstappen und Sainz jr. Der Beginn des Trainings wurde aufgrund einer Explosion in einer Aramco-Fabrikanlage in rund 20 Kilometern Entfernung zur Rennstrecke, die sich während des ersten freien Trainings ereignet hatte, um 15 Minuten verschoben. Auslöser war ein Drohnenangriff der Huthi-Rebellen im Zuge des Huthi-Konflikts.
Nachdem Stefano Domenicali, CEO der Formula One Group und Mohammed bin Sulayem, Präsident der FIA, am Freitagabend die vorläufige Ankündigung bekannt gaben, dass die Veranstaltung fortgesetzt werde, diskutierten die in der Grand Prix Drivers’ Association organisierten Fahrer bis 2:00 Uhr am Samstagmorgen einen möglichen Boykott des Rennens. Sie entschieden sich jedoch dagegen. Im Gegensatz dazu reisten jedoch mehrere Medienvertreter, darunter Ralf Schumacher, der als Co-Kommentator für Sky Deutschland vor Ort war, aus Sicherheitsgründen ab.
Leclerc fuhr mit einer Rundenzeit von 1:29,735 Minuten im dritten freien Training die Bestzeit vor Verstappen und Pérez.

### Qualifying
Das Qualifying bestand aus drei Teilen mit einer Nettolaufzeit von 45 Minuten. Im ersten Qualifying-Segment (Q1) hatten die Fahrer 18 Minuten Zeit, um sich für das Rennen zu qualifizieren. Alle Fahrer, die im ersten Abschnitt eine Zeit erzielten, die maximal 107 Prozent der schnellsten Rundenzeit betrug, qualifizierten sich für den Grand Prix. Die besten 15 Fahrer erreichten den nächsten Teil. Sainz jr. war Schnellster. Die Session wurde nach einem Unfall von Latifi unterbrochen, der zusammen mit Hamilton, Hülkenberg, Alexander Albon und Tsunoda, der aufgrund von Problemen mit dem Benzinsystem seines Wagens keine Zeit setzen konnte, ausschied. Es war das erste Mal seit dem Großen Preis von Brasilien 2017, dass Hamilton im ersten Qualifyingsegment ausschied.
Der zweite Abschnitt (Q2) dauerte 15 Minuten. Die schnellsten zehn Piloten qualifizierten sich für den dritten Teil des Qualifyings. Sainz jr. war erneut Schnellster. Die Session wurde nach einem schweren Unfall von Mick Schumacher unterbrochen. Er konnte eine Zeit setzen, aber aufgrund seines Unfalls nicht am Rennen teilnehmen. Neben ihm schieden die McLaren-Piloten, Zhou Guanyu und Stroll aus.
Der letzte Abschnitt (Q3) ging über eine Zeit von zwölf Minuten, in denen die ersten zehn Startpositionen vergeben wurden. Pérez fuhr mit einer Rundenzeit von 1:28,200 Minuten die Bestzeit vor Leclerc und Sainz jr. Es war die erste Pole-Position für Pérez in der Formel-1-Weltmeisterschaft und die erste eines Mexikaners.

### Rennen
Tsunoda hatte auf dem Weg zur Startaufstellung ein Problem mit der Antriebseinheit, wodurch er nicht am Rennen teilnehmen konnte.
Pérez führte zunächst 14 Runden lang von der Pole-Position vor Leclerc, Verstappen und Sainz jr. In Runde 15 schied Latifi aus, nachdem er gegen die Mauer gefahren war, was das Safety-Car zum Einsatz brachte und unmittelbar nach einem Boxenstopp von Pérez stattfand. Leclerc und Verstappen konnten ihre Boxenstopps unter Safety-Car-Bedingungen einlegen, so dass sie vor Pérez wieder auf die Strecke fahren konnten, der währenddessen illegal an Sainz jr. vorbeizog, der ebenfalls an die Box gegangen war und vor ihm herauskam, die Position allerdings zurückgeben musste.
Während eines Großteils des Rennens war das Mittelfeld eng besetzt und es gab mehrere Positionskämpfe: Es gab mehrere Runden lang einen hart umkämpften Kampf zwischen Alonso und Ocon, bei dem sie mehrmals die Positionen tauschten. Die Schlacht endete, nachdem Ocon den Befehl erhalten hatte, die Position zu halten. In den Runden 35 und 36 schieden Alonso, Daniel Ricciardo und Bottas alle nur wenige Augenblicke voneinander aufgrund unabhängiger mechanischer Probleme aus. Leclerc konnte Verstappen nicht aus dem DRS heraushalten, nachdem seine Reifen abgekühlt waren, als in Runde 37 ein virtuelles Safety-Car ausgerufen wurde. Als die Rennleitung die Boxengasse bis zur Wiederaufnahme des Rennens für geschlossen erklärte, konnte Hamilton keinen Zeitvorteil beim Boxenstopp einlegen und fiel vom sechsten auf den zwölften Platz zurück.
In den Runden 42 bis 43 begannen Leclerc und Verstappen einen DRS-Kampf, bei dem in Kurve 27 keiner der Fahrer die Führung übernehmen und auf der Geraden vor Kurve 1 einem DRS-Angriff ausgesetzt sein wollte. Verstappen übernahm in Runde 46 dann allerdings doch die Führung vor dem Ferrari-Piloten. In Runde 47 kam es zu einer Kollision zwischen Alexander Albon und Stroll, die Albons Rennen beendete. Gelbe Flaggen in Kurve 1 nach dem Albon-Stroll-Vorfall hinderten Leclerc an einer DRS-Offensive in Runde 48, und Verstappen gewann bedingt auch dadurch das Rennen, Sainz jr. komplettierte das Podium. Nach dem Rennen wurde gegen Kevin Magnussen, Sainz jr. und Pérez ermittelt, weil sie unter der gelben Flagge nicht langsamer gefahren waren, es wurden jedoch keine Strafen verhängt. Es war Verstappens erster Saisonsieg und der 21. insgesamt. Die restlichen Punkteplatzierungen belegten Pérez, Russell, Ocon, Norris, Gasly, Magnussen und Hamilton. Leclerc erzielte die schnellste Rennrunde und erhielt dafür einen zusätzlichen Punkt.
Für Hamilton war es der 180. Rennstart mit Mercedes und er übertraf damit Michael Schumachers bisherigen Rekord für die meisten gestarteten Rennen mit einem einzigen Team.
In der Fahrerwertung führte Leclerc weiterhin vor Sainz jr., Verstappen war nun Dritter. In der Konstrukteurswertung führte Ferrari weiter vor Mercedes, Red Bull war nun Dritter.

## Meldeliste
| Team                                  | Nr. | Fahrer           | Chassis                           | Motor                             | Reifen |
| ------------------------------------- | --- | ---------------- | --------------------------------- | --------------------------------- | ------ |
| Oracle Red Bull Racing                | 01  | Max Verstappen   | Red Bull Racing RB18              | Red Bull RBPTH001                 | P      |
| Oracle Red Bull Racing                | 11  | Sergio Pérez     | Red Bull Racing RB18              | Red Bull RBPTH001                 | P      |
| Mercedes-AMG Petronas F1 Team         | 63  | George Russell   | Mercedes-AMG F1 W13 E Performance | Mercedes-AMG F1 M13 E Performance | P      |
| Mercedes-AMG Petronas F1 Team         | 44  | Lewis Hamilton   | Mercedes-AMG F1 W13 E Performance | Mercedes-AMG F1 M13 E Performance | P      |
| Scuderia Ferrari                      | 16  | Charles Leclerc  | Ferrari F1-75                     | Ferrari 066/7                     | P      |
| Scuderia Ferrari                      | 55  | Carlos Sainz jr. | Ferrari F1-75                     | Ferrari 066/7                     | P      |
| McLaren F1 Team                       | 03  | Daniel Ricciardo | McLaren MCL36                     | Mercedes-AMG F1 M13 E Performance | P      |
| McLaren F1 Team                       | 04  | Lando Norris     | McLaren MCL36                     | Mercedes-AMG F1 M13 E Performance | P      |
| BWT Alpine F1 Team                    | 14  | Fernando Alonso  | Alpine A522                       | Renault E-Tech RE22               | P      |
| BWT Alpine F1 Team                    | 31  | Esteban Ocon     | Alpine A522                       | Renault E-Tech RE22               | P      |
| Scuderia AlphaTauri                   | 10  | Pierre Gasly     | AlphaTauri AT03                   | Red Bull RBPTH001                 | P      |
| Scuderia AlphaTauri                   | 22  | Yuki Tsunoda     | AlphaTauri AT03                   | Red Bull RBPTH001                 | P      |
| Aston Martin Aramco Cognizant F1 Team | 18  | Lance Stroll     | Aston Martin AMR22                | Mercedes-AMG F1 M13 E Performance | P      |
| Aston Martin Aramco Cognizant F1 Team | 27  | Nico Hülkenberg  | Aston Martin AMR22                | Mercedes-AMG F1 M13 E Performance | P      |
| Williams Racing                       | 23  | Alexander Albon  | Williams FW44                     | Mercedes-AMG F1 M13 E Performance | P      |
| Williams Racing                       | 06  | Nicholas Latifi  | Williams FW44                     | Mercedes-AMG F1 M13 E Performance | P      |
| Alfa Romeo F1 Team ORLEN              | 77  | Valtteri Bottas  | Alfa Romeo C42                    | Ferrari 066/7                     | P      |
| Alfa Romeo F1 Team ORLEN              | 24  | Zhou Guanyu      | Alfa Romeo C42                    | Ferrari 066/7                     | P      |
| Haas F1 Team                          | 20  | Kevin Magnussen  | Haas VF-22                        | Ferrari 066/7                     | P      |
| Haas F1 Team                          | 47  | Mick Schumacher  | Haas VF-22                        | Ferrari 066/7                     | P      |

## Klassifikationen

### Qualifying
| Pos.                                                                      | Fahrer           | Konstrukteur                 | Q1         | Q2       | Q3       | Start |
| ------------------------------------------------------------------------- | ---------------- | ---------------------------- | ---------- | -------- | -------- | ----- |
| 01                                                                        | Sergio Pérez     | Red Bull Racing-RBPT         | 1:29,705   | 1:28,924 | 1:28,200 | 01    |
| 02                                                                        | Charles Leclerc  | Ferrari                      | 1:29,039   | 1:28,780 | 1:28,225 | 02    |
| 03                                                                        | Carlos Sainz jr. | Ferrari                      | 1:28,855   | 1:28,686 | 1:28,402 | 03    |
| 04                                                                        | Max Verstappen   | Red Bull Racing-RBPT         | 1:28,928   | 1:28,945 | 1:28,461 | 04    |
| 05                                                                        | Esteban Ocon     | Alpine-Renault               | 1:30,093   | 1:29,584 | 1:29,068 | 05    |
| 06                                                                        | George Russell   | Mercedes                     | 1:29,680   | 1:29,618 | 1:29,104 | 06    |
| 07                                                                        | Fernando Alonso  | Alpine-Renault               | 1:29,978   | 1:29,295 | 1:29,147 | 07    |
| 08                                                                        | Valtteri Bottas  | Alfa Romeo-Ferrari           | 1:29,683   | 1:29,404 | 1:29,183 | 08    |
| 09                                                                        | Pierre Gasly     | AlphaTauri-RBPT              | 1:29,891   | 1:29,418 | 1:29,254 | 09    |
| 10                                                                        | Kevin Magnussen  | Haas-Ferrari                 | 1:29,831   | 1:29,546 | 1:29,588 | 10    |
| 11                                                                        | Lando Norris     | McLaren-Mercedes             | 1:29,957   | 1:29,651 | –        | 11    |
| 12                                                                        | Daniel Ricciardo | McLaren-Mercedes             | 1:30,009   | 1:29,773 | –        | 14    |
| 13                                                                        | Zhou Guanyu      | Alfa Romeo-Ferrari           | 1:29,978   | 1:29,819 | –        | 12    |
| 14                                                                        | Mick Schumacher  | Haas-Ferrari                 | 1:30,167   | 1:29,920 | –        | –     |
| 15                                                                        | Lance Stroll     | Aston Martin Aramco-Mercedes | 1:30,256   | 1:31,009 | –        | 13    |
| 16                                                                        | Lewis Hamilton   | Mercedes                     | 1:30,343   | –        | –        | 15    |
| 17                                                                        | Alexander Albon  | Williams-Mercedes            | 1:30,492   | –        | –        | 16    |
| 18                                                                        | Nico Hülkenberg  | Aston Martin Aramco-Mercedes | 1:30,543   | –        | –        | 17    |
| 19                                                                        | Nicholas Latifi  | Williams-Mercedes            | 1:31,817   | –        | –        | 18    |
| 107-Prozent-Zeit: 1:35,074 min (bezogen auf Q1-Bestzeit von 1:28,855 min) |                  |                              |            |          |          |       |
| DNQ                                                                       | Yuki Tsunoda     | AlphaTauri-RBPT              | keine Zeit | –        | –        | 19    |

Anmerkungen
1. ↑  Ricciardo wurde um drei Startplätze nach hinten versetzt, da er seinen Konkurrenten aufgehalten hatte.
2. ↑  Schumachers Teilnahme wurde vom Haas F1 Team nach einem Unfall im Qualifying zurückgezogen. Dadurch erhielt er keinen Startplatz und dementsprechend rückten alle Fahrer, die sich hinter Schumacher qualifiziert hatten, in der Startaufstellung eine Position auf.
3. ↑  Tsunoda wurde erlaubt zu starten, da er im freien Training ausreichend schnell gefahren war.

### Rennen
| Pos. | Fahrer           | Konstrukteur                 | Runden | Stopps | Zeit        | Start | Schnellste Runde |
| ---- | ---------------- | ---------------------------- | ------ | ------ | ----------- | ----- | ---------------- |
| 01   | Max Verstappen   | Red Bull Racing-RBPT         | 50     | 1      | 1:24:19,293 | 04    | 1:31,772 (50.)   |
| 02   | Charles Leclerc  | Ferrari                      | 50     | 1      | + 0,549     | 02    | 1:31,634 (48.)   |
| 03   | Carlos Sainz jr. | Ferrari                      | 50     | 1      | + 8,097     | 03    | 1:31,905 (48.)   |
| 04   | Sergio Pérez     | Red Bull Racing-RBPT         | 50     | 1      | + 10,800    | 01    | 1:32,042 (46.)   |
| 05   | George Russell   | Mercedes                     | 50     | 1      | + 32,732    | 06    | 1:32,821 (43.)   |
| 06   | Esteban Ocon     | Alpine-Renault               | 50     | 1      | + 56,017    | 05    | 1:33,103 (46.)   |
| 07   | Lando Norris     | McLaren-Mercedes             | 50     | 1      | + 56,124    | 11    | 1:32,753 (46.)   |
| 08   | Pierre Gasly     | AlphaTauri-RBPT              | 50     | 1      | + 1:02,946  | 09    | 1:33,468 (42.)   |
| 09   | Kevin Magnussen  | Haas-Ferrari                 | 50     | 1      | + 1:04,308  | 10    | 1:32,797 (46.)   |
| 10   | Lewis Hamilton   | Mercedes                     | 50     | 1      | + 1:13,948  | 15    | 1:32,997 (47.)   |
| 11   | Zhou Guanyu      | Alfa Romeo-Ferrari           | 50     | 2      | + 1:22,215  | 12    | 1:33,924 (45.)   |
| 12   | Nico Hülkenberg  | Aston Martin Aramco-Mercedes | 50     | 1      | + 1:31,742  | 17    | 1:33,651 (47.)   |
| 13   | Lance Stroll     | Aston Martin Aramco-Mercedes | 49     | 1      | + 1 Runde   | 13    | 1:34,446 (46.)   |
| 14   | Alexander Albon  | Williams-Mercedes            | 47     | 1      | DNF         | 16    | 1:34,368 (46.)   |
| –    | Valtteri Bottas  | Alfa Romeo-Ferrari           | 36     | 3      | DNF         | 08    | 1:33,979 (31.)   |
| –    | Fernando Alonso  | Alpine-Renault               | 35     | 1      | DNF         | 07    | 1:33,831 (33.)   |
| –    | Daniel Ricciardo | McLaren-Mercedes             | 35     | 1      | DNF         | 14    | 1:34,487 (34.)   |
| –    | Nicholas Latifi  | Williams-Mercedes            | 14     | 1      | DNF         | 18    | 1:37,530 (09.)   |
| DNS  | Yuki Tsunoda     | AlphaTauri-RBPT              | –      | –      | –           | 19    | –                |

Anmerkungen
1. ↑  Tsunoda konnte aufgrund eines Öllecks nicht am Rennen teilnehmen.

## WM-Stände nach dem Rennen
Die ersten zehn des Rennens bekamen 25, 18, 15, 12, 10, 8, 6, 4, 2 bzw. 1 Punkt(e). Zusätzlich gab es einen Punkt für die schnellste Rennrunde, da der Fahrer unter den ersten Zehn landete.

### Fahrerwertung
| Pos. | Fahrer           | Konstrukteur         | Punkte |
| ---- | ---------------- | -------------------- | ------ |
| 01   | Charles Leclerc  | Ferrari              | 45     |
| 02   | Carlos Sainz jr. | Ferrari              | 33     |
| 03   | Max Verstappen   | Red Bull Racing RBPT | 25     |
| 04   | George Russell   | Mercedes             | 22     |
| 05   | Lewis Hamilton   | Mercedes             | 16     |
| 06   | Esteban Ocon     | Alpine-Renault       | 14     |
| 07   | Sergio Pérez     | Red Bull Racing RBPT | 12     |
| 08   | Kevin Magnussen  | Haas-Ferrari         | 12     |
| 09   | Valtteri Bottas  | Alfa Romeo-Ferrari   | 8      |
| 10   | Lando Norris     | McLaren-Mercedes     | 6      |

| Pos. | Fahrer           | Konstrukteur                 | Punkte |
| ---- | ---------------- | ---------------------------- | ------ |
| 11   | Yuki Tsunoda     | AlphaTauri-RBPT              | 4      |
| 12   | Pierre Gasly     | AlphaTauri-RBPT              | 4      |
| 13   | Fernando Alonso  | Alpine-Renault               | 2      |
| 14   | Zhou Guanyu      | Alfa Romeo-Ferrari           | 1      |
| 15   | Mick Schumacher  | Haas-Ferrari                 | 0      |
| 16   | Lance Stroll     | Aston Martin Aramco-Mercedes | 0      |
| 17   | Nico Hülkenberg  | Aston Martin Aramco-Mercedes | 0      |
| 18   | Alexander Albon  | Williams-Mercedes            | 0      |
| 19   | Daniel Ricciardo | McLaren-Mercedes             | 0      |
| 20   | Nicholas Latifi  | Williams-Mercedes            | 0      |

### Konstrukteurswertung
| Pos. | Konstrukteur         | Punkte |
| ---- | -------------------- | ------ |
| 1    | Ferrari              | 78     |
| 2    | Mercedes             | 38     |
| 3    | Red Bull Racing-RBPT | 37     |
| 4    | Alpine-Renault       | 16     |
| 5    | Haas-Ferrari         | 12     |

| Pos. | Konstrukteur                 | Punkte |
| ---- | ---------------------------- | ------ |
| 06   | Alfa Romeo-Ferrari           | 9      |
| 07   | AlphaTauri-RBPT              | 8      |
| 08   | McLaren-Mercedes             | 6      |
| 09   | Aston Martin Aramco-Mercedes | 0      |
| 10   | Williams-Mercedes            | 0      |